# Merkos L'Inyonei Chinuch

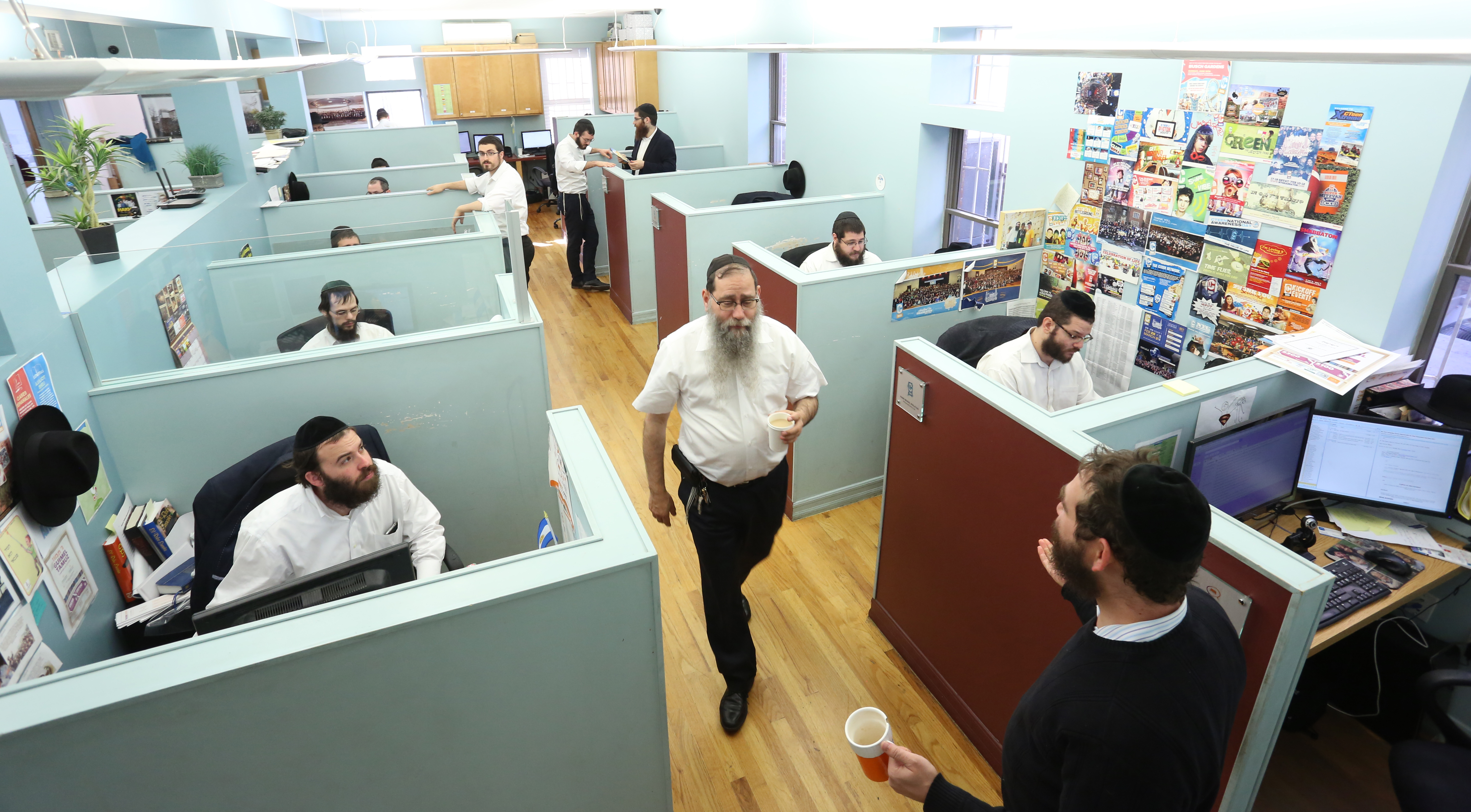
Uffici della Merkos, "Stanza 302"

La Merkos L'Inyonei Chinuch (in ebraico מרכז לענייני חינוך‎?, lett. "Central Organization for Education" - Organizzazione Centrale per l'Istruzione) è la divisione educativa centrale del movimento Chabad-Lubavitch. Fondata dal sesto Rebbe, Rabbi Yosef Yitzchok Schneersohn nel 1943, l'organizzazione venne inizialmente diretta dal genero, Rabbi Menachem Mendel Schneerson, che sarebbe in seguito diventato il settimo Rebbe. Oggi Rabbi Yehuda Krinsky è il Presidente e Rabbi Moshe Kotlarsky officia quale Vicepresidente.
Una delle sue divisioni più note è la divisione Merkos Shlichus, che invia coppie di giovani studenti rabbinici, comunemente chiamati Roving Rabbis ("Rabbini itineranti"), alle comunità ebraiche piccole e isolate sparse per il mondo. Un totale di 400 studenti partecipa al programma rabbinico estivo di visite per sensibilizzare e diffondere la conoscenza dell'ebraismo e della Torah. A tutt'oggi il  programma ha inviato studenti in più di 150 Paesi.

## Struttura organizzativa
La Merkos L'Inyonei Chinuch ha le seguenti divisioni:
- Biblioteca Chabad - con 250.000 volumi e oltre 100.000 lettere, artefatti e immagini[6]
- Chabad.org - sito web di cultura ebraica, con informazioni e archivi, che attrae più di un milione di utenti all'anno[7]
- Jewish Educational Media (JEM) - la divisione filmografica e di produzione radio del movimento Lubavitch, fondata nel 1980[8]
- Jewish Learning Institute (JLI) - fornitore di corsi in centinaia di città di tutto il mondo[9]
- Jewish Learning Network[10] - programma telefonico di studio, iniziato nel 2005[11]
- Kehot Publication Society e Merkos Publications - costituite nel 1942, queste divisioni editoriali hanno pubblicato oltre 100 milioni di volumi in decine di lingue[12]
- Merkos Shlichus - programma di visite rabbiniche, che invia 400 "Roving Rabbis" a rafforzare la fede ebraica in comunità di tutto il mondo[5]
- National Campus Office - coordinatore della rete di Chabad nei Campus universitari, con oltre 100 Centri studenteschi Chabad presso università di tutto il mondo, e anche centri regionali Chabad-Lubavitch in altre 150 università internazionali[13]
- National Committee for the Furtherance of Jewish Education[14]
- Office of Education (Ufficio dell'Istruzione) - centro servizi per la formazione di amministratori, educatori, studenti e genitori presso istituzioni educative Chabad-Lubavitch[15]
- Shluchim Exchange - servizio web fondato nel 2005 per facilitare la comunicazione tra oltre 1500 shluchim[16]
- Ufficio Shluchim - coordinatore dei programmi Shliach Chabad in tutto il mondo[17]